# 成良親王
成良親王（なりよししんのう、なりながしんのう、嘉暦元年（1326年） - 康永3年1月6日（1344年1月21日）?）は、鎌倉時代後期から南北朝時代にかけての皇族。後醍醐天皇の皇子。母は阿野廉子。同母兄弟に恒良親王、義良親王（後村上天皇）がいる。名前の読みが2種類あることについては、後醍醐天皇#皇子の名の読みを参照。

## 経歴
元弘3年/正慶2年（1333年）、足利尊氏・新田義貞らにより鎌倉幕府が滅亡し、後醍醐天皇の建武の新政がはじまると、翌建武元年（1334年）、兄恒良親王が皇太子に指名され、成良親王は鎌倉将軍府将軍となり、尊氏の弟である足利直義に奉じられて鎌倉幕府崩壊後の関東統治を目的に鎌倉へ下向する。翌年の中先代の乱の際に帰京し、一時征夷大将軍となるが、短期間で停止されている。延元元年/建武3年（1336年）、尊氏によって擁立された光明天皇の皇太子となるが、後に廃される。古典『太平記』では、兄である恒良親王とともに毒殺されたと伝えられている。一方『師守記』には康永3年（1344年）1月6日に「後醍醐院皇子先坊」が死去したとの記述があり、これが成良親王のこととも考えられるため、真相は不明である。